# Hemolacria
Hemolacria é o ato de chorar sangue. Ela é uma doença rara que pode ter diferentes causas.
As causas comuns de hemolacria incluem inflamação, trauma, lesões, tumores, hipertensão, doenças como icterícia e anemia e distúrbios vasculares.

## Casos inexplicados.
Existem casos que a medicina ainda não consegue explicar.
Um deles é o de Calvino Inman, do estado americano de Tennessee que manifestou o choro de sangue em 2009, sem motivo aparente. O garoto faz parte do documentário The Boy with Bloody Tears. 
Outro caso é o da piauiense Débora, de 17 anos, que lacrimeja sangue mesmo quando não está chorando, e da indiana Twinkle Dwivedi.
No caso de uma mulher de 2020, seus olhos eram normais e ela não estava doente ou ferida. No entanto, ambos os casos de lágrimas de sangue coincidiram com o início de sua menstruação